# 홍유경 (모델)
홍유경(한국 한자: 洪柔憼, 1994년 12월 5일~)은 대한민국의 모델이다.